# Polyrhachis ternatae
Polyrhachis ternatae är en myrart som beskrevs av Vladimir Aphanasjevich Karavaiev 1933. Polyrhachis ternatae ingår i släktet Polyrhachis och familjen myror. Inga underarter finns listade i Catalogue of Life.